# Perrotia apiculata
Perrotia apiculata är en svampart som först beskrevs av Dennis, och fick sitt nu gällande namn av Spooner 1987. Perrotia apiculata ingår i släktet Perrotia och familjen Hyaloscyphaceae.   Inga underarter finns listade i Catalogue of Life.